# 具眼艾舞蛛
具眼艾舞蛛（学名：Eusparassus oculatus）为巨蟹蛛科艾舞蛛属的动物。分布于俄罗斯、阿富汗以及中国大陆的新疆等地。